# 久住真也
久住真也（くすみ しんや、1970年- ）は、日本の日本史学者、大東文化大学教授。

## 略歴
山梨県出身。1995年茨城大学人文学部卒業、2002年中央大学大学院文学研究科博士課程満期退学、2004年「長州戦争の政治史的研究」で博士（史学）。2015年大東文化大学准教授に就任する。幕末期政治史が専門。

## 著書
- 『長州戦争と徳川将軍―幕末期畿内の政治空間』岩田書院、近代史研究叢書 2005
- 『幕末の将軍』講談社選書メチエ、2009
- 『王政復古 天皇と将軍の明治維新』講談社現代新書、2018

## 共著
- 『明治史講義　テーマ編』（ちくま新書、2018年）
- 『明治史研究の最前線』（筑摩選書、2020年）

## 論文
- ＜久住真也